# Матрёшка (Пьеса)
Матрёшка — сатирическая пьеса на персидском языке по мотивам избранных рассказов Антона Чехова написана и поставлена режиссёром театра Парса Пирузфар в 2015 году. В пьесе более 30 персонажей, которых играл Парса Пирузфар во время спектакля.

## Особенности пьесы
В 2015 году Парса Пирузфар руководил постановкой пьесы «Матрёшка». Премьера моноспектакля состоялась 13 сентября 2015 года в Theatre West в Лос-Анджелесе. Впоследствии спектакль гастролировал в течение двух лет в городах Лос-Анджелесе, Сан-Диего и Беркли, а также в Торонто, Ванкувере и Монреале в Канаде в 2015 и 2016 годах и пользовался огромной популярностью; и наконец, после многочисленных представлений, последний показ «Матрёшки» состоялся в Тегеране, (Иран) в 2017 году. Парса Пирузфар получил Премию «Золотая статуя» как лучший актёр на 35-м ежегодном Международном Театральном Фестивале «Фаджр» в Тегеране, Иран в 2017 году. Постановка «Матрёшки» особенно важна в карьере режиссёра и актёра. Уникальное представление, в котором артист сыграл более 30 персонажей, было потрясающе знаковым.

## Эпизоды
- Смерть чиновника
- Как Димитри Кулдаров прославился за одну ночь? (Радость)
- Суд
- Периодическая безумие
- Расчет (Простачка)
- Благородная женщина, которая оставила нас (В почтовом отделении)
- Шедевр искусства (Произведение искусства)
- Хамелеон

## Дата выставок

### США
- 'Theatre West', Лос-Анджелес, 13, 20 и 27 сентября 2015[7][8]
- 'Theatre West', Лос-Анджелес, 9 января 2016[9][10]
- 'AVO Playhouse', Сан-Диего, 30 апреля 2016[11][12]
- 'Live Oak Theatre', Беркли, 14-15 мая 2016[13][13]

### Канада
- 'Richmond Hill Centre for the Performing Arts', Торонто, 2 октября 2015[14]
- 'Richmond Hill Centre for the Performing Arts', Торонто, 22 января 2016[15]
- 'D.B. Clarke Theatre', Монреаль, 10 октября 2015[16][17]
- 'Kay Meek Arts Centre', Ванкувер, 24 апреля 2016[18]

### Иран
- 'Tamashakhaneh Iranshahr', Тегеран, с 5 сентября по 7 октября 2016[19]
- 'Tamashakhaneh Paliz', Тегеран, с 1 ноября 2016 по 30 января 2017[20]
- 'Tamashakhaneh Paliz', Тегеран, с 30 июля по 15 сентября 2017[21]
- 'Tamashakhaneh Iranshahr', Тегеран, 17-28 сентября 2017[22]

## Персонажи
Первый эпизод
- Иван Иванович Чербяков
- Пётр Петрович
- Генерал Бризжалов
- Юлия
- Димитри Кулдаров
- Залихватский

Второй эпизод
- Димитри Кулдаров (Митя Кулдаров)
- Отец Николай
- Маман

Третий эпизод
- Судья
- Очумелов
- Сидоршел Мецов
- Охов
- Свидетель в суде (старый человек)
- Свидетель в суде (пожилая женщина)

Четвертый эпизод
- Семён Максимов
- Димитри Кулдаров
- Пётр Петрович
- Кондрашкин
- Врач

Пятый эпизод
- Врач
- Юлия Васильевна

Шестой эпизод
- Папа Григорий
- Семён Максимов
- Пётр Петрович
- Коперцов

Седьмой эпизод
- Врач
- Саша
- Охов
- Шашкин

Восьмой эпизод
- Залихватський
- Димитри Кулдаров
- Генерал Жигалов
- Елдырин
- Саша
- Прохор
- Собака (собака генерала Жигалова)

## Предпроизводство
- Директор: Парса Пирузфар
- Драматург и переводчик: Парса Пирузфар
- Линейный продюсер: Нуредин Хейдари Махер
- Дизайнер сцены: Парса Пирузфар
- Дизайнер костюма: Парса Пирузфар

## Пробы и Постпроизводство
- Актёр: Парса Пирузфар (все роли)
- Помощник режиссёра: Мохамад Гударзяни
- Помощник дизайнера одежды: Бахаре Мосадекиян
- Помощник режиссёра: Араш Сафаи
- Графический дизайнер и фотограф: Садек Зарджуян

## Награды
- 35-й Международный Театральный фестиваль «Фаджр», 2017

Премия «Золотая статуя» за Лучший актёр Матрёшки

## Ссылка
- Матрёшкa (Facebook)
- Матрёшкa (Instagram)